# Doliornis remseni
Doliornis remseni (лат.) — вид птиц рода Doliornis семейства котинговых. Подвидов не выделяют. Обитает в Эквадоре и Колумбии. Длина представителей данного вида — 21 см. У этой птицы есть чёрная корона; оперение верхней части тела черновато-серое, с буроватыми краями крыльев; щеки, подбородок, шея и горло темно-серые; верхняя часть груди серая; ноги и клюв черные.